# Khadidja Salmi
Pour les articles homonymes, voir Salmi.
Khadidja Salmi, née en 1993, est une gymnaste artistique algérienne.

## Carrière
Khadidja Salmi remporte aux Championnats d'Afrique de gymnastique artistique 2006 trois médailles de bronze en catégorie junior, aux barres asymétriques, à la poutre et au sol.
Au niveau senior, elle est médaillée de bronze par équipes aux Jeux africains de 2007 à Alger et médaillée de bronze au saut de cheval aux  Championnats d'Afrique de gymnastique artistique 2010.